# Proteomik
Proteomik är en gren av biologin som undersöker stora mängder data om proteiner i olika sammanhang, framförallt deras struktur och funktion. Proteomiken tillhör familjen "omik", ett samlingsnamn på ett flertal nya teknikinriktningar för att studera biologiska förlopp "holistiskt" eller åtminstone multivariat.

Tidigare har de vanligaste teknikerna inom proteomik varit tvådimensionell gelelektrofores (2DE) i kombination med äldre masspektrometribaserade tekniker. Idag har proteomikfältet gått från gelbaserade tekniker till rena och mer avancerade masspektrometritekniker som vätskekromatografi (LC) kopplad till masspektrometri (MS), så kallad LC-MS/MS. Men allt eftersom utbudet av antikroppar har ökat markant de senaste åren har affinitetsproteomiken växt allt mer, detta tack vare stora internationella samarbeten som exempelvis Human Protein Atlas-projektet. Känsligheten förbättras med proximitetsbaserade metoder som proximity ligation assay (PLA) eller proximity extension assay (PEA). 
1. ↑  http://www.proteinatlas.org/
2. ↑  Lundberg, Martin; Eriksson, Anna; Tran, Bonnie; Assarsson, Erika; Fredriksson, Simon (2011-08-01). ”Homogeneous antibody-based proximity extension assays provide sensitive and specific detection of low-abundant proteins in human blood” (på engelska). Nucleic Acids Research 39 (15):  sid. e102–e102. doi:10.1093/nar/gkr424. ISSN 0305-1048. https://academic.oup.com/nar/article/39/15/e102/1024121. Läst 6 mars 2018.

.